# Katarina af Vadstena
Katarina af Vadstena (født 1331, død 1381) var en svensk birgittinernonne og helgen. Hendes fødenavn var Katarina Ulfsdotter, og hun var datter af den hellige Birgitta af Vadstena og Ulf Gudmarsson.
Katarina blev ganske ung bortgiftet til den fornemme Egard Lydersson von Kyren. Inspireret af tidens jomfrulighedsideal overtalte hun sin mand til at respektere hendes mødom, hvilket han gjorde. 
I år 1349 drog moderen Birgitta af sted på sin pilgrimsfærd til Rom for at få pavens godkendelse af hendes nye klosterorden. Katarina fulgte efter året efter. Kort tid efter kom der bud fra Sverige om Egards død. Moder og datter blev i Rom i mange år, hvor de levede et klosterlignende liv i fattigdom og bøn. Efter Birgittas død 1373 førte Katarina sin mors jordiske levninger tilbage til Sverige i triumf. 1375 vendte Katarina tilbage til Rom for at få Birgittinerordenens regler bekræftet og for at udvirke Birgittas kåring til helgen. 
Ligesom sin mor skal Katarina have modtaget himmelske åbenbaringer. I den sidste tid i Vadstena var Katarina meget syg. Hun døde den 24. marts 1381. Tre biskopper forrettede hendes begravelse, og der sås mange overnaturlige tegn ved hendes grav. Pave Innocent 8. tillod 1484 Katarinas helgendyrkelse i Sverige. Den højtidlige skrinlæggelse, der modsvarer nutidens kanonisering skete i Vadstena den 1. august 1489. Hendes helgendag er den 24. marts. 
I kirkekunsten vises hun med en lampe, fordi hun var en forstandig jomfru, og med en hjort, som under en pilgrimsfærd frelste hende fra at blive bortført af en forsmået bejler.